# NGC 2445
NGC 2445  ist eine irreguläre Galaxie vom Hubble-Typ Im im Sternbild Luchs am Nordsternhimmel. Sie ist schätzungsweise 178 Millionen Lichtjahre von der Milchstraße entfernt und hat einen Durchmesser von etwa 90.000 Lichtjahren. Gemeinsam mit NGC 2444 das wechselwirkende Galaxienpaar Arp 143.
Halton Arp gliederte seinen Katalog ungewöhnlicher Galaxien nach rein morphologischen Kriterien in Gruppen. Diese Galaxie gehört zu der Klasse Elliptischer Galaxien mit ausströmenden Material (Arp-Katalog).
Das Objekt wurde am 18. Januar 1877 von Édouard Stephan entdeckt.